# Itamarati de Minas
Itamarati de Minas è un comune del Brasile nello Stato del Minas Gerais, parte della mesoregione della Zona da Mata e della microregione di Cataguases.